# Giulian Biancone
Giulian Biancone (Fréjus, 31 maart 2000) is een Frans voetballer die sinds 2022 uitkomt voor Nottingham Forest. Biancone is een verdediger.

## Clubcarrière

### AS Monaco
Biancone belandde via AS Maximoise en Étoile FC Fréjus Saint-Raphaël bij de jeugdopleiding van AS Monaco. Hij maakte zijn officiële debuut voor de club in de Champions League-groepswedstrijd tegen Atlético Madrid op 28 november 2018, waar hij een basisplaats kreeg en 90 minuten speelde. Ook op de slotspeeldag kreeg hij een basisplaats tegen Borussia Dortmund. In januari 2019 maakte hij ook zijn debuut in het B-elftal van Monaco, dat toen uitkwam in de Championnat National 2.
Na zijn eerste seizoen bij de hoofdmacht van Monaco, waarin hij vijf wedstrijden speelde, leende Monaco hem uit aan zusterclub Cercle Brugge. Biancone begon het seizoen 2020/21 bij Monaco, dat zijn contract openbrak tot 2024. Op de vijfde competitiespeeldag mocht hij er invallen tegen RC Strasbourg, op de zesde speeldag kreeg hij zelfs een basisplaats tegen Stade Brestois. Op 5 oktober 2020, de laatste dag van de transfermercato in België, werd hij echter toch opnieuw voor een seizoen uitgeleend aan Cercle Brugge.
In augustus 2021 ondertekende Biancone een vijfjarig contract bij Troyes AC, dat 2,5 miljoen euro voor hem neertelde. Daar miste hij in het seizoen 2021/22 slechts vijf competitiewedstrijden in de Ligue 1. Het leverde hem na één seizoen een transfer op naar Nottingham Forest: in juli 2022 telde de Engelse promovendus tien miljoen euro neer voor de 22-jarige verdediger.
Op 23 augustus 2022 maakte Biancone zijn officiële debuut voor Nottingham Forest: in de League Cup-wedstrijd tegen Grimsby Town (0-3-winst) mocht hij van trainer Steve Cooper meteen een hele wedstrijd meespelen. Acht dagen later mocht Biancone ook zijn Premier League-debuut vieren: in de 6-0-nederlaag tegen Manchester City viel hij in de 78e minuut in voor Cheikhou Kouyaté. Ook in het 0-0-gelijkspel tegen Brighton & Hove Albion op de twaalfde competitiespeeldag mocht hij kort invallen. Begin november 2022 kwam er vroegtijdig een einde aan zijn seizoen 2022/23: Biancone scheurde de kruisbanden van zijn knie en moest bijgevolg maanden aan de kant blijven.

## Clubstatistieken
| Seizoen         | Club              | Land               | Competitie             | Competitie | Competitie | Beker | Beker | Europees | Europees | Totaal | Totaal |
| Seizoen         | Club              | Land               | Competitie             | Wed.       | Dlp.       | Wed.  | Dlp.  | Wed.     | Dlp.     | Wed.   | Dlp.   |
| --------------- | ----------------- | ------------------ | ---------------------- | ---------- | ---------- | ----- | ----- | -------- | -------- | ------ | ------ |
| 2018/19         | AS Monaco B       | Vlag van Frankrijk | Championnat National 2 | 13         | 1          | —     | —     | —        | —        | 13     | 1      |
| 2018/19         | AS Monaco         | Vlag van Frankrijk | Ligue 1                | 1          | 0          | 2     | 1     | 2        | 0        | 5      | 1      |
| 2019/20         | → Cercle Brugge   | Vlag van België    | Jupiler Pro League     | 25         | 1          | 0     | 0     | —        | —        | 25     | 1      |
| 2020/21         | AS Monaco         | Vlag van Frankrijk | Ligue 1                | 2          | 0          | 0     | 0     | 0        | 0        | 2      | 0      |
| 2020/21         | → Cercle Brugge   | Vlag van België    | Jupiler Pro League     | 18         | 1          | 2     | 0     | —        | —        | 20     | 1      |
| 2021/22         | Troyes AC         | Vlag van Frankrijk | Ligue 1                | 33         | 0          | 0     | 0     | —        | —        | 33     | 0      |
| 2022/23         | Nottingham Forest | Vlag van Engeland  | Premier League         | 2          | 0          | 1     | 0     | —        | —        | 3      | 0      |
| Carrière totaal | Carrière totaal   | Carrière totaal    | Carrière totaal        | 94         | 3          | 5     | 1     | 2        | 0        | 101    | 4      |

Bijgewerkt op 7 maart 2023.

## Interlandcarrière
Biancone nam in 2019 met de Franse U19 deel aan het EK onder 19 in Armenië. De verdediger speelde op dat EK, waarin Frankrijk groepswinnaar werd en in halve finale na strafschoppen sneuvelde tegen de latere eindwinnaar Spanje, enkel mee in de derde groepswedstrijd tegen Noorwegen. Enkele spelers uit de Franse selectie van toen waren Benoît Badiashile, Maxence Caqueret, Melvin Bard, Jean Marcelin, Théo Ndicka en Guillaume Dietsch. Biancone speelde zeven jeugdinterlands voor Frankrijk.